# SNCF CC 40100
Die CC 40100 ist eine Schnellzug-Elektrolokomotivbaureihe der französischen Staatsbahnen (SNCF).
Die Elloks sind ausgelegt für die verschiedenen Stromsysteme mehrerer europäischer Eisenbahnnetze und werden daher auch als Mehrsystemlokomotiven bezeichnet.

## Technik
Die schweren 6-achsigen Lokomotiven mit Einmotordrehgestellen haben die Achsfolge C’C’. Sie wurden von GEC Alsthom in Frankreich für den grenzüberschreitenden Fernverkehr entwickelt und daher für vier unterschiedliche Stromsysteme ausgelegt: Die Wechselstromnetze Nordfrankreichs (25 kV, 50 Hz) und Deutschlands (15 kV, 16⅔ Hz) sowie Gleichstrom 3 kV in Italien, Belgien und Luxemburg bzw. 1,5 kV in Südfrankreich und den Niederlanden. 
| Position*                                                    | 1       | 2        | 2        | 3       | 4        | 4       |
| ------------------------------------------------------------ | ------- | -------- | -------- | ------- | -------- | ------- |
| Spannung                                                     | 15 kV ~ | 3 kV =   | 1,5 kV = | 15 kV ~ | 25 kV ~  | 3 kV =  |
| Bahngesellschaft(en)                                         | SBB     | SNCB CFL | SNCF NS  | DB ÖBB  | SNCF CFL | FS      |
| Schleifer                                                    | Einfach | Doppel   | Doppel   | Einfach | Einfach  | Einfach |
| Schleifstückbreite                                           | 1320 mm | 1950 mm  | 1950 mm  | 1950 mm | 1450 mm  | 1450 mm |
| *: in Reihenfolge auf dem Dach von Führerstand 1 aus gesehen |         |          |          |         |          |         |

Die Loks der Serie CC 40100 sind die einzigen Viersystemlokomotiven der SNCF und wurden in zwei Teilserien von vier und sechs Maschinen gebaut, wobei die ersten drei Exemplare über eine geringere Motorleistung verfügen. Die CC 40100 stimmt weitgehend mit einer drei Jahre jüngeren Serie von sechs Maschinen der Baureihe 18 der belgischen Staatsbahn SNCB überein. Diese Viersystem-Elloks wurden über Jahre hinweg im internationalen schnellen Reisezugverkehr eingesetzt. Neben diesem Loktyp gab es nur noch weitere fünf in Deutschland entwickelte Viersystemlokomotiven der Baureihe 184 (ehemals Baureihe E 410).
Der Rahmen der Lokomotive besteht aus zwei außenliegenden Längsträgern, die aus Abkantprofilen bestehen. Er ist zur Versteifung mit mehreren Querträgern und den Pufferbohlen verschweißt. Kastenförmige Versteifungen befinden sich außerdem unter dem Mittelteil, wo zusätzliche Hilfseinrichtungen angeordnet sind. Auf den Drehgestellen, die aus geschweißten Kastenprofilrahmen mit zwei Mittelquerträgern hergestellt sind, wurde der Rahmen über kardanisch aufgehängte Pendelstützen mit einer Seitenbeweglichkeit von ±60 mm aufgehängt. Die Mittelträger im Drehgestell tragen den Fahrmotor und das Wechselgetriebe, das eine Getriebeübersetzung von 29:40 oder 35:38 ermöglicht. Ausgeführt wurde dieses Getriebe, um die geforderte Geschwindigkeit von 240 km/h mit der relativ geringen indizierten Leistung der Lok erreichen zu können. Mit herkömmlichem Antrieb hätte die Lokomotive rund 30 % mehr Leistung benötigt. Dieses Umschaltgetriebe hatte sich schon bei vielen Lokomotiven der SNCF bewährt. Geführt sind die Achslager im Drehgestell über Alsthom-Lenker. Der Lokkasten ist eine volltragende Schalenbaukonstruktion aus schwach legiertem Stahlblech. Auffallend an ihm ist das große Lüfterband in der oberen Seitenwandhälfte. Das Unterteil wurde aus Statikgründen doppelwandig ausgeführt. Aus Festigkeitsgründen sind die Unterteile des Kastens zusätzlich gesickt, was stilistisch sehr gut zu den INOX-Wagen passt. Über dem Maschinenraum befindet sich ein seitlicher schmaler Dachaufbau mit Luftaustrittsöffnungen. Die Lokomotiven besitzen nur einen Maschinenraumdurchgang, er wechselt in der Mitte die Seite.
Beim Laufwerk wird das Drehmoment vom Wechselgetriebe mittig auf die Hohlwellen der Drehgestellachsen übertragen, von deren Enden werden die Räder mit tanzendem Ring beidseitig mit gummigelagerten Lenkern angetrieben. Somit können die Gleisunebenheiten gut ausgeglichen werden. Sämtliche Räder der Lokomotive können einseitig durch die mehrlösige Bremse Bauart Oerlikon abgebremst werden. Dabei besitzt jedes Rad einen eigenen Bremszylinder. Die Sandstreuung der Lokomotive geschieht elektropneumatisch für die fahrtrichtungsabhängige Besandung aller Räder.
Der Transformator der Lokomotive ist fremdbelüftet ausgeführt und wird mit SF6 gekühlt. Dafür besitzt er eine eigene Gas-Umwälzpumpe. Er besitzt drei getrennte Wicklungen. Zwei sind Sekundärwicklungen mit wahlweise anschaltbaren Anzapfungen. Dafür kann stets eine konstante Ausgangsspannung von 2.144 V gewährleistet werden. Die Heizspannung beträgt bei 15 kV Fahrleitung 964 V und unter 25 kV 1.607 V.
Die Grundschaltung der Lokomotive entspricht der einer klassischen Gleichstrommaschine mit Anfahrwiderständen. Gesteuert wird die Lokomotive von einem Nockenschaltwerk in 22 Fahrstufen. Abhängig vom Motorstrom geschieht das stufenweise Schalten bis zur vorgewählten Fahrstufe. Die Fahrmotoren sind Tandemmotoren mit zwei starr gekuppelten Läufern auf einer Hohlwelle in gemeinsamen Gehäuse. Sie sind sechspolige Reihenschlussmotoren mit Haupt- und Wendepolen. Umfangreich sind die Hilfseinrichtungen durch die vier Stromsysteme der Lok. Die bei Wechselstrom benötigten Hilfsbetriebe werden durch einen Hilfstransformator mit Hilfsgleichrichter gespeist. Die Gasumwälzpumpe für die Transformatorkühlung wird von einem Asynchronmotor angetrieben, der folglich einen Umformer für Gleichstrom auf Drehstrom benötigt.

## Design
Um die thermische Belastung im Führerstand zu verringern, schlugen die Ingenieure bei Alsthom vor, die Frontscheiben zu kippen, und somit eine Art Vordach zu schaffen. Die Sonne würde damit den Lokführer weniger behindern. Der künstlerische Berater der SNCF war der Designer Paul Arzens. Beim Konzeptentwurf der Frontpartien hatte er die Silhouette eines Kurzstreckenläufers im Sinn, der mit vorgebeugtem Körper und angewinkelten Beinen davon prescht. Es entstand in der Seitenansicht die zickzackartig verlaufende Stirnfront, die sogenannte Nez cassé (gebrochene Nase). Aufgrund des stilistisch guten Aussehens, ihrer imposanten Erscheinung durch die enorme Länge und wegen der betrieblichen Region werden die Loks auch als die „Königinnen“ des Nordens bezeichnet. Vom Design her ist die Lok passend zu den INOX-TEE-Wagen ausgeführt.

## Betrieb

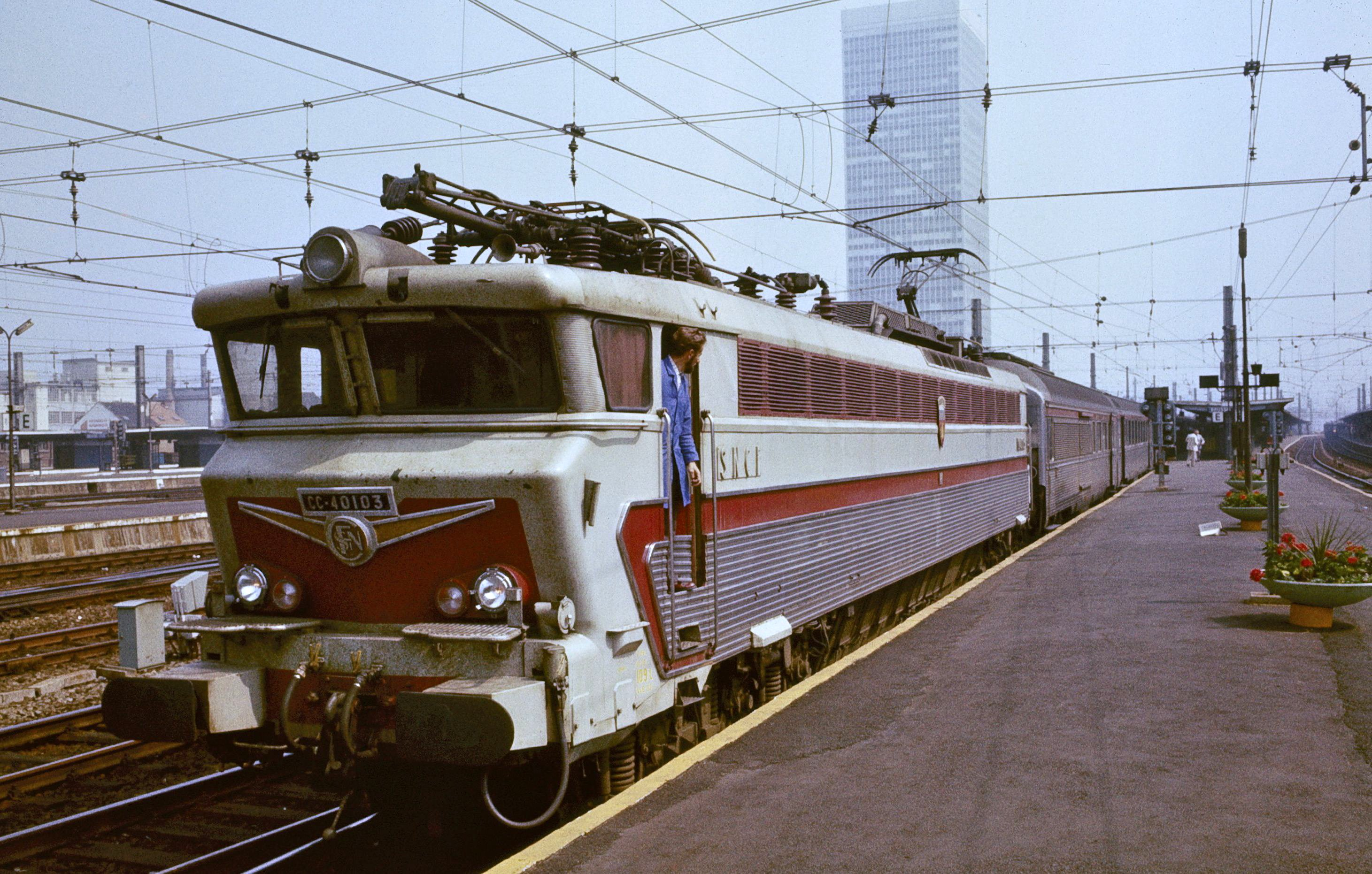
CC 40103 zieht den TEE «L’Oiseau Bleu» 1979

Gefordert waren im Leistungsprogramm die Beförderung von Schnell- und Expresszügen mit auf den Magistralen üblichen Geschwindigkeiten. Die Lokomotiven beförderten Expresszüge mit einer Masse von 900 t in der Waagerechten mit 160 km/h, dabei konnte wahlweise mit niedriger bzw. mit höherer Geschwindigkeitsstufe gefahren werden. Mit einer Geschwindigkeit von 240 km/h konnten in der Waagerechten Züge mit 200 t Masse gefahren werden. Mit TEE-Zügen von 500 t Masse erreichten die Lokomotiven auf einer Steigung von 10 ‰ eine Geschwindigkeit von 130 km/h und auf 15 ‰ 113 km/h.
Die Schnellzug-Elloks der Serie CC 40100 waren zeit ihres Dienstlebens im Dépôt Paris La Chapelle als Heimat-Betriebswerk stationiert. Seit 1964 wurden sie vornehmlich vor den internationalen Schnellzügen der Strecke Paris–Brüssel wie etwa dem Étoile du Nord eingesetzt, gelangten in Belgien aber auch nach Lüttich und Namur. Die CC 40100 war zwar eine Vierstromlok, wurde planmäßig allerdings nur unter den zwei Stromsystemen 25 kV/50 Hz und 3 kV Gleichstrom eingesetzt. Mit der Aufnahme des Thalys-Verkehrs im Jahr 1996 endete ihr planmäßiger Einsatz vor Fernreisezügen.
Eine Lokomotive, die CC 40101, stand 1965 auf der Internationalen Verkehrsausstellung in München. Außerdem wurden mit dieser Lokomotive noch einige Messfahrten unternommen; bei einer 1965 durchgeführten Fahrt zwischen St. Quentin und Paris führte die Lokomotive einen Zug mit 253 t Masse bei einer mittleren Beschleunigung von 0,242 m/s2 vom Stillstand auf eine Geschwindigkeit von 200 km/h. Dabei wurde eine maximale Leistung von 6.400 kW bei 180 km/h ermittelt.

## Verbleib
Die Loks 40101, 40109 und 40110 sind erhalten geblieben und befinden sich im Eigentum der SNCF.
- CC 40101: Eisenbahnmuseum Mülhausen
- CC 40109: Museum CMCF (Centre de la Mine et du Chemin de Fer) in Oignies, Nordfrankreich
- CC 40110: im Bestand des Eisenbahnvereins MFPN (Matériel Ferroviaire et Patrimoine National) im Dépôt Villeneuve-St. Georges der SNCF. Lok wird für Sonderverkehre betriebsfähig vorgehalten.

## Galerie

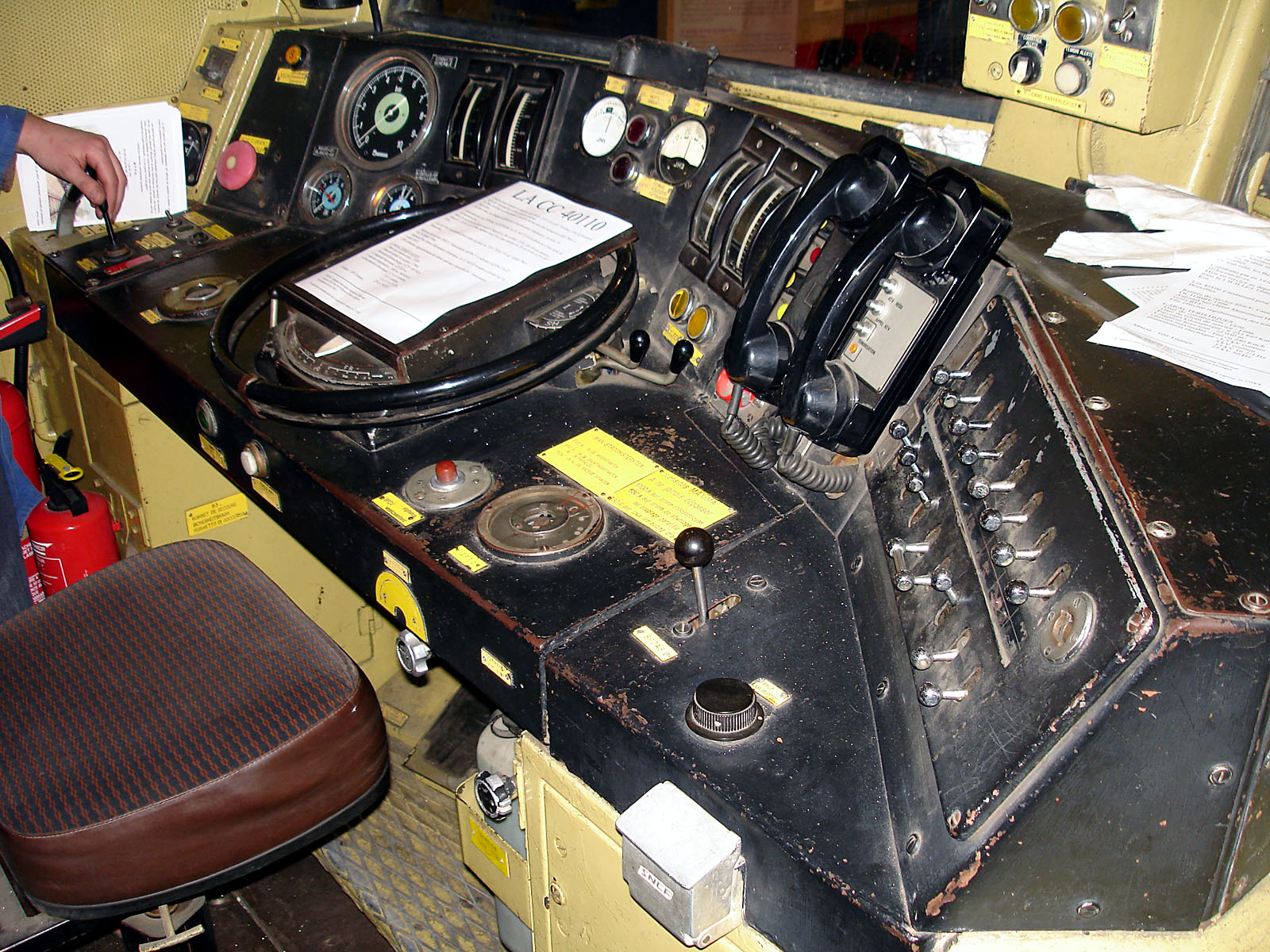
Ansicht vom Führerstand der CC 40110
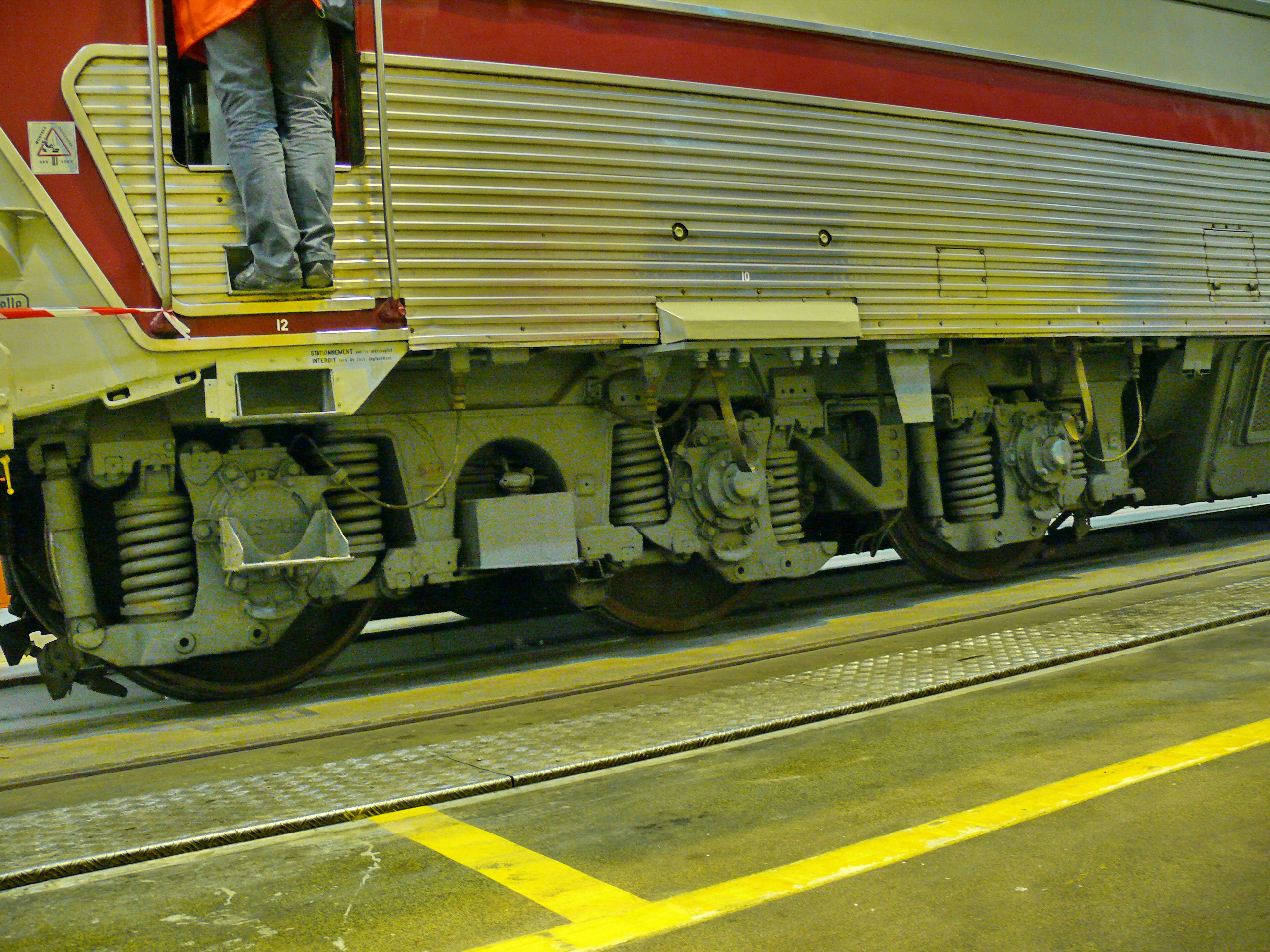
Ansicht des Drehgestells der CC 40110

## Film
- Une machine pour 4 courants (les CC quadricourants CC 40100). Farbfilm von Regisseur André Périé aus dem Jahr 1967.